# محافظة بوكي
بوكي هي محافظة تقع في إقليم بوكي في غينيا. عاصمتها بوكي. تبلغ مساحة المحافظة 11124 كيلومتر مربع ويبلغ عدد سكانها 449405 نسمة. تحتوي على العديد من المناطق المهمة اقتصاديًا في البلاد، بما في ذلك تلك التي تعمل في صيد الأسماك والتعدين والزراعة.

## المحافظات الفرعية
تنقسم المحافظة إدارياً إلى 10 محافظات فرعية :
1. بوكي مركز
2. بنتيموديا
3. دابس
4. كمسار
5. كنفارندي
6. كولابوي
7. ملابويه
8. سانغاريدي
9. سانسالي
10. تانني